# Ljubav je hladnija od smrti
Ljubav je hladnija od smrti je tretji studijski album slovenske elektronske skupine Borghesia, ki je izšel leta 1985 pri FV založbi in italijanski založbi punk glasbe, Totò alle Prese coi Dischi. Večina pesmi z albuma je izšlo že na istoimenskemu debitantskemu albumu skupine, na tem albumu pa so na novo posnete verzije.
Leta 2010 je pri sanfranciški založbi alternativne glasbe Dark Entries Records izšla remasterizirana verzija v 1000 izvodih. Remastering je opravil George Horn.

## Seznam pesmi
Vse pesmi je napisala skupina Borghesia, razen kjer je to navedeno.
| Stran A | Stran A                                                                                     | Stran A |
| Št.     | Naslov                                                                                      | Dolžina |
| ------- | ------------------------------------------------------------------------------------------- | ------- |
| 1.      | „Ljubav je hladnija od smrti I.‟                                                            | 1:43    |
| 2.      | „A.R.‟                                                                                      | 4:43    |
| 3.      | „Kdo je ugasnil luč‟                                                                        | 4:45    |
| 4.      | „Brisk Vomit‟                                                                               | 2:20    |
| 5.      | „Jaz (Pesem B)‟ (priredba pesmi skupine Čao pičke; glasba: Čao pičke, besedilo: Jani Sever) | 5:51    |

| Stran B | Stran B                           | Stran B |
| Št.     | Naslov                            | Dolžina |
| ------- | --------------------------------- | ------- |
| 1.      | „On‟                              | 4:37    |
| 2.      | „Nočne šetnje‟                    | 4:30    |
| 3.      | „Previše tenzije‟                 | 3:39    |
| 4.      | „Tako mladi‟                      | 4:57    |
| 5.      | „Ljubav je hladnija od smrti II.‟ | 2:05    |

## Zasedba
Borghesia
- Aldo Ivančić
- Dario Seraval
- Borut Kržišnik

Dodatni glasbeniki
- Nina Sever — sintesajzer
- Jani Hace — bas kitara (A2–A4)
- Miroslav Milanovič — tolkala (A5)

Tehnično osebje
- Dare Novak — snemanje
- Borghesia — oblikovanje, produkcija
- Dušan Mandič — oblikovanje knjižice albuma
- Jane Štravs — oblikovanje knjižice albuma
- George Horn (Gregor Zemljič) — mastering (izdaja iz 2010)